# فالدورف
والدورف (بالألمانية: Walldorf) هي مدينة وبلدة ألمانية تقع في منطقة راين نيكار ‏ في ألمانيا. يقدر عدد سكانها بـ 14,758 نسمة .

## توأمة
لفالدورف اتفاقيات توأمة مع:
- سيسايد

## أعلام
- جون جاكوب أستور